# قاي فورسيث
قاي فورسيث (بالإنجليزية: Guy Forsyth)‏ هو كاتب أغاني أمريكي، ولد في 2 ديسمبر 1968 في دنفر في الولايات المتحدة.

## وصلات خارجية
- قاي فورسيث على موقع IMDb (الإنجليزية)
- قاي فورسيث على موقع ميوزك برينز (الإنجليزية)
- قاي فورسيث على موقع أول ميوزيك (الإنجليزية)
- قاي فورسيث على موقع ديسكوغز (الإنجليزية)